# Sergio Barreto
Sergio Damián „Checho” Barreto (ur. 24 kwietnia 1999 w Clorindzie) – argentyński piłkarz pochodzenia paragwajskiego występujący na pozycji środkowego obrońcy, od 2023 roku zawodnik meksykańskiej Pachuki.